# Bonitto Atlético Clube
Bonitto Atlético Clube, ou apenas BAC (escrito assim mesmo, com dois "T"'s) é um clube brasileiro de futebol da cidade de Bonito, localizada no estado de Mato Grosso do Sul. Fundado em 2004, profissionalizou-se poucos meses depois de sua criação para a disputa do Campeonato Sul-Mato-Grossense Série B daquele ano. Suas cores são vermelho, azul e amarelo. Após um período inativo, em 2012 o clube retornou para a disputa da Série B do Campeonato Sul-Mato-Grossense.

## Estatísticas
| Ano  | Posição |
| 2004 | 3º      |
| 2012 |         |